# Anicet Abel
Anicet Abel Andrianantenaina (ur. 13 marca 1990 w Antananarywie) – madagaskarski piłkarz grający na pozycji pomocnika w Maccabi Bene Rajna oraz reprezentacji Madagaskaru, której jest kapitanem. Na Pucharze Narodów Afryki 2019 zdobył pierwszego w historii gola dla Madagaskaru na tym turnieju.

## Kariera klubowa
Abel karierę rozpoczynał w juniorskim zespole AJ Auxerre.  W 2011 roku wyjechał do Bułgarii. Tam spędził pozostałą część swojej kariery. Podpisał kontrakt z Czernomorcem Burgas. W klubie spędził  jeden sezon. Następnie przeniósł się do CSKA Sofii. Swój ligowy debiut zaliczył przeciwko byłemu klubowi. W 2013 roku zaliczył transfer do Botew Płowdiw. Po roku opuścił klub.
W lipcu 2014 roku dołączył do Łudogorca Razgrad. W zespole zadebiutował 16 lipca w meczu eliminacji do Ligi Mistrzów z Dudelange. Tam też strzelił swojego pierwszego gola. 19 lipca zadebiutował w lidze. Pierwszego ligowego gola zdobył ponad miesiąc później w meczu z Łokomotiw Sofia. 16 września zagrał w meczu fazy grupowej Ligi Mistrzów, stając się pierwszym Madagaskarczykiem, który tego dokonał. Już w pierwszym sezonie zdobył z klubem mistrzostwo Bułgarii. Sukces powtórzył w sezonach: 2015/16, 2016/17, 2017/18 i 2018/19. W międzyczasie grał zarówno w Lidze Mistrzów jak i Lidze Europy. W 2018 roku wygrał Superpuchar Bułgarii. Sukces powtórzył rok później.
W 2021 odszedł do egipskiego Future FC, a latem 2022 do Beroe Stara Zagora. W 2023 został piłkarzem izraelskiego Maccabi Bene Rajna.

## Kariera reprezentacyjna
Anicet Abel w reprezentacji Madagaskaru zadebiutował 6 września 2015 roku w meczu z Angolą. Pierwszego gola zdobył 13 października w starciu z Republiką Środkowoafrykańską. Został powołany na Puchar Narodów Afryki 2019. Tam w meczu z Gwineą zdobył pierwszą bramkę dla Madagaskaru w historii PNA. Aktualnie jest kapitanem kadry narodowej. 

## Sukcesy

### Łudogorec Razgrad
- Pyrwa profesionałna futbołna liga: 2014/15, 2015/16, 2016/17, 2017/18, 2018/19
- Superpuchar Bułgarii: 2018, 2019